# De haruspicum responsis
De haruspicum responsis (Sul responso degli aruspici) è un'orazione di Marco Tullio Cicerone pronunciata nell'aprile del 56 a.C. Il tema dell'orazione è un responso emesso dagli aruspici in quello stesso anno, di cui si era servito Publio Clodio Pulcro, all'epoca edile curule, per accusare Cicerone di sacrilegio e costringerlo a rinunciare alla sua casa sul Palatino, oggetto di una lunga contesa tra i due. Nell'orazione Cicerone si difende, assicurandosi il possesso della casa, e ritorce l'accusa contro lo stesso Clodio, dichiarandolo sacrilego e nemico della Repubblica.

## Contesto storico
Nel 58 a.C. Publio Clodio, in qualità di tribuno della plebe, aveva condannato Cicerone all'esilio e ordinato la confisca dei suoi beni. Dopo l'allontanamento di Cicerone da Roma, le sue ville a Formia e a Tuscolo erano state saccheggiate e devastate, mentre della sua amata casa sul Palatino si era impadronito lo stesso Clodio, che ne aveva consacrato un'area alla dea Libertà. La casa in questione aveva un valore simbolico molto forte, poiché il Palatino era il luogo dove era stata fondata Roma: abitarci significava dunque appartenere ai fondatori dell'Urbe. Altrettanto significativo fu il gesto di Clodio, il quale, dopo la congiura di Catilina, aveva accusato Cicerone di ambire ad un potere assoluto: dedicando un'area della casa alla Libertà dopo l'esilio di Cicerone, Clodio intendeva dunque sancire la fine del pericolo di dittatura a Roma. 
Tornato dall'esilio nel settembre del 57 a.C., Cicerone riuscì a tornare in possesso dei suoi beni e, grazie all'orazione De domo sua pronunciata dinanzi al Collegio dei Pontefici, si riappropriò anche della casa sul Palatino sottraendola a Clodio. 
La questione della casa si riaprì però poco tempo dopo, quando, nei primi mesi del 56 a.C., si verificarono dei prodigi sinistri nella campagna laziale, che vennero interpretati dagli aruspici come un segno dell'ira divina: era stato udito un boato proveniente dal sottosuolo, un lupo era entrato nelle mura di Roma e vi erano stati diversi casi di cittadini colpiti da fulmine; inoltre si era verificato un terremoto nella zona del Piceno. Gli aruspici emisero un responso in cui indicarono varie cause che sarebbero state alla base della collera degli dei, tra cui la profanazione di luoghi sacri. Clodio si servì di questa proposizione del responso per riattaccare Cicerone: in un discorso tenuto dinanzi ad un'assemblea popolare (contio), Clodio affermò che il luogo sacro profanato a cui faceva riferimento il responso era proprio l'area della casa sul Palatino che egli aveva consacrata alla dea Libertà, e che Cicerone, riappropriandosene, aveva violato.
Cicerone allora pronunciò al cospetto del Senato l'orazione De haruspicum responsis, in cui si difese e rigettò contro Clodio l'accusa di sacrilegio.

## Contenuto
Nella prima parte dell'orazione, Cicerone dichiara di odiare Clodio non per motivi personali, ma in quanto vede in lui un nemico della patria: gli attacchi di Clodio infatti non sono diretti contro Cicerone in quanto privato cittadino, ma in quanto difensore e sostenitore della Repubblica e dell'ordine pubblico:
(Cicerone, De haruspicum responsis, § 3,5)
In seguito Cicerone si difende dall'accusa di aver profanato un luogo sacro, ricordando che la sua casa era stata dichiarata dal Collegio dei pontefici libera da ogni vincolo religioso, e che tale sentenza era stata approvata anche dal Senato: è dunque impossibile che il responso si riferisse alla casa sul Palatino, essendo essa protetta sia dalla legge umana che da quella divina.
Cicerone afferma poi che l'accusa di profanazione è stata incredibilmente mossa proprio da colui che per primo e in più occasioni si era macchiato di sacrilegio, cioè Clodio; comincia infatti a questo punto un'attenta analisi del responso, in cui erano indicate le diverse cause della collera degli dei: profanazione di giochi, profanazione di luoghi sacri, uccisione di ambasciatori, violazione di parola data e di giuramento, violazione di riti antichi e segreti. Infine, l'ultima parte del responso conteneva un ammonimento divino a placare le discordie civili, che altrimenti avrebbero portato alla dittatura e alla fine della Repubblica.
Per ciascuna delle proposizioni del responso, Cicerone cerca di indicarne Clodio come referente, ricordando le azioni empie e criminose compiute sia dallo stesso Clodio che dai suoi alleati. Clodio diviene dunque il sacrilego a cui si riferisce il responso in tutti i suoi punti:
- «I luoghi consacrati e destinati al culto sono considerati come profanati» («Loca sacra et religiosa profana haberi»)[11]: Cicerone accusa Clodio di aver distrutto un tempietto che sorgeva nella casa di Quinto Seio, e di essersi impossessato di oggetti sacri alla dea Terra (Tellus).
- «I giochi sono stati celebrati con troppo poco impegno e profanati» («Ludos minus diligenter factos pollutosque»)[12]: Cicerone ricorda i giochi Megalesi[13] del 56 a.C., quando una folla turbolenta di schiavi, inviati da Clodio, fece irruzione nel teatro interrompendone il corretto svolgimento[14].
- «Degli ambasciatori sono stati uccisi contro ogni legge umana e divina» («Oratores contra ius fasque interfectos»)[15]: Cicerone ricorda la vicenda di Teodosio, fatto uccidere da Clodio, e quella di Platore, ambasciatore della civitas macedone di Orestide, che venne fatto uccidere dall'alleato di Clodio Lucio Calpurnio Pisone, governatore della Macedonia[16].
- «La parola data e il giuramento sono stati violati» («Fidem iusque iurandum neglectum»)[17]: Cicerone ricorda lo spergiuro (suspicor) dei giudici, corrotti da Crasso, che assolsero Clodio dopo lo scandalo della Bona dea[18].
- «Antichi e segreti riti sacri sono stati celebrati con scarso impegno e profanati» («Sacrificia vetusta occultaque minus diligenter facta pollutaque»)[19]: Cicerone ricorda il grave scandalo di cui si era reso protagonista Clodio profanando i misteri della Bona dea.
- «Le gravi discordie dei migliori cittadini non procurino morte e pericoli ai senatori e ai cittadini più autorevoli e non li privino dell'aiuto divino[20] […]. La costituzione della repubblica non subisca mutamenti[21]» («Ne per optimatium discordiam dissensionemque patribus principibusque caedes periculaque creentur auxilioque divinitus deficiantur […] Ne rei publicae status commutetur»): Cicerone denuncia le rivolte e i disordini provocati da Clodio, esponente di una democrazia radicale finalizzata alla massima partecipazione del popolo alla vita politica. Tali disordini però non derivano affatto dall'intelligenza e dall'abilità politica di Clodio (a cui Cicerone contrappone il ricordo dei precedenti avversari della Repubblica come i Gracchi, Lucio Appuleio Saturnino e Publio Sulpicio Rufo, uomini di grande ingegno contro i quali era onorevole lottare), ma dalle discordie civili e dalla debolezza dello Stato. È dunque necessario ascoltare il monito degli dei, e ripristinare a Roma la pace e la concordia: solo così si potrà salvare la Repubblica da nemici come Clodio, e si potrà evitare la tirannide, esito di tutte le guerre civili:

(Cicerone, De haruspicum responsis, § 25, 54)
La concordia a cui fa appello Cicerone nel De haruspicum responsis non è più quella che egli aveva teorizzato fino ad allora: se in passato il pensiero politico ciceroniano si era basato sulla cosiddetta concordia ordinum, intesa come alleanza tra il Senato e il ceto equestre, ora, nel 56 a.C., Cicerone è intenzionato a coinvolgere più forze sociali contro l'azione eversiva di Clodio e dei populares; perciò Cicerone estende il concetto di concordia a tutte le classi sociali, elaborando la teoria politica del consensum omnium bonorum, cioè un'alleanza tra tutti i cittadini onesti, rispettosi del mos maiorum, e difensori delle istituzioni repubblicane. Il fine ultimo della politica di Cicerone infatti fu sempre quello di preservare la Repubblica, in qualsiasi sua forma, anche se non perfetta:
(Cicerone, De haruspicum responsis, § 28)
Nel De haruspicum responsis la questione religiosa è dunque strumentale alla riflessione politica: Cicerone presenta il suo volere come il volere degli dei e interpreta il responso nel senso più congeniale alle sue aspirazioni, facendo così dell'orazione un testo emblematico del connubio indissolubile che vigeva nell'antica Roma tra religione e politica.

## Stile
L'orazione De haruspicum responsis presenta uno stile vario e mai monotono, in cui si alternano invettiva, sarcasmo, ironia, toni patetici e solenni. Inoltre al contenuto propriamente religioso e politico si affiancano temi letterari, mitologici e filosofici.